# Budgettaire verdragen van de Europese Unie
De Budgettaire verdragen van de Europese Gemeenschappen waren twee verdragen die in de jaren zeventig aanpassingen aanbrachten op het Verdrag van Rome. De aanpassingen waren gericht op aanpassingen over het budget van de Europese Economische Gemeenschap
Het eerste verdrag (1970) gaf het Europees Parlement het laatste woord over wat bekend is komen te staan als "niet-bindende uitgaven". (bindende uitgaven zijn landbouw en internationale overeenkomsten, de rest noemde men niet-bindend). Het tweede verdrag (1975) gaf het parlement de macht om het gehele budget te weigeren en leidde tot de oprichting van de Europese Rekenkamer. De Europese Raad bleef echter de bindende stem houden over de bindende uitgaven, terwijl het parlement het laatste woord hield over niet-bindende uitgaven zoals de landbouw (Gemeenschappelijk Landbouwbeleid).
De consequentie van de budgettaire verdragen is dat de bevoegdheid voor het budget van de Europese Unie wordt gedeeld door enerzijds de Raad van de Europese Unie (intergouvernementeel) en het Europees Parlement (supranationaal). Het parlement is verantwoordelijk voor de verantwoording van de implementatie van het budget. Deze verantwoording wordt gefaciliteerd door een jaarlijks verslag van de Europese Rekenkamer. Het parlement heeft het budget tot nu toe alleen in 1984 en 1998 geweigerd. In 1998 leidde de weigering tot het aftreden van de Commissie-Santer (1995-99).